# Storie di spie
Storie di spie (Les Patriotes) è un film del 1994 diretto da Éric Rochant.
Fu presentato in concorso al Festival di Cannes 1994.

## Trama
Ingaggiato dal Mossad, il servizio segreto israeliano, dopo 4 anni di duro tirocinio, Ariel Brenner viene incaricato di coordinare a Parigi l'operazione di reclutamento coatto di un ingegnere nucleare, Remy Preiur, che sta fornendo ad un paese arabo la tecnologia per ottenere un arsenale nucleare. L'agente colloca una microspia telefonica nell'appartamento e la bionda agente, Marie Claude inizia una relazione amorosa con Preiur in un hotel sotto il controllo di una telecamera. Ma l'uomo, dopo esser stato messo in contatto con un altro agente che si finge emissario di un governo filo-arabo, disposto a pagarlo lautamente per il suo know-how nel settore nucleare, decide di ritirarsi, e a nulla vale l'intervento in extremis di Bill Haydon che gli ricorda brutalmente la sua parentesi extraconiugale: Preiur si ritira in campagna con la consorte, ed Ariel decide di lasciarlo andare. Il suo ex istruttore Yossi giunge a Parigi, e decide di sospenderlo. Fallito il tentativo di arruolare un ingegnere arabo con tre figli, anche Marie Claude, nonostante Ariel, che ha un sentimento per lei, tenti disperatamente di avvertirla, viene eliminata. Tornato in Israele, da dove scrive lettere, chiaramente censurate, alla sorella Laurence che vive a Parigi, Ariel ad una riunione con agenti statunitensi viene contattato da Jeremy Pelman, un ebreo americano della NSA, che gli offre gratuitamente importanti documenti sull'organizzazione dei servizi americani. nasce così l'operazione "Aladin", che risulta talmente fruttuosa che i superiori di Ariel decidono di arruolare Jeremy Pelman. Ma la pressione eccessiva spaventa l'americano che tenta di ritirarsi e, vistosi braccato, chiede addirittura asilo politico all'ambasciata israeliana, che lo respinge facendolo arrestare dai connazionali. Deluso e frustrato, Ariel scrive alla sorella e va a trovarla a Parigi, per affidarle un memoriale: ma un agente lo rintraccia e lo riporta in Israele. Qui, funzionario all'aeroporto di Tel Aviv, ritrova la bella Marie Claude, creduta morta, con la quale dà inizio ad una relazione.